# Koto (vestimenta)

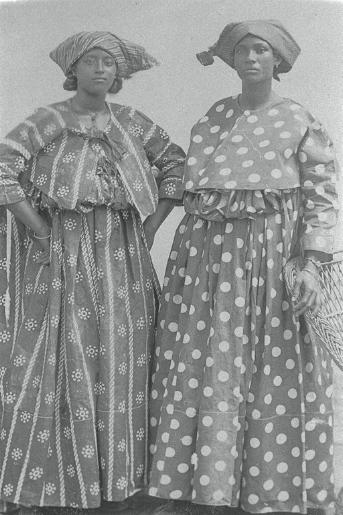
Raparigas de Suriname vestidas com kotos.

O  koto é uma vestimenta tradicional das raparigas negras e de origem africanas de Suriname. 
O koto desenvolveu-se durante o período escravista de Suriname, seu propósito específico era proteger às mulheres afro-surinamesas do interesse sexual de seus proprietários. 
Existem koto para diferentes ocasiões, incluindo aniversários, trabalho, funerais, e para ir à igreja. Junto com o koto as mulheres utilizam um lenço na cabeça denominado angisa (às vezes anisa), que guarda um significado especial. A dobra do lenço guarda uma mensagem oculta. O dobrado destes véus é uma arte especial que se transmite por via oral e se segue ensinando. 
O desenvolvimento do koto como uma vestimenta não se deteve sina que ainda está a evoluir. Hoje, o koto tradicional e o koto moderno usam-se em ocasiões festivas tais como aniversários, casamentos ou dansi koto (uma festa de dançante).